# Sporopolenina

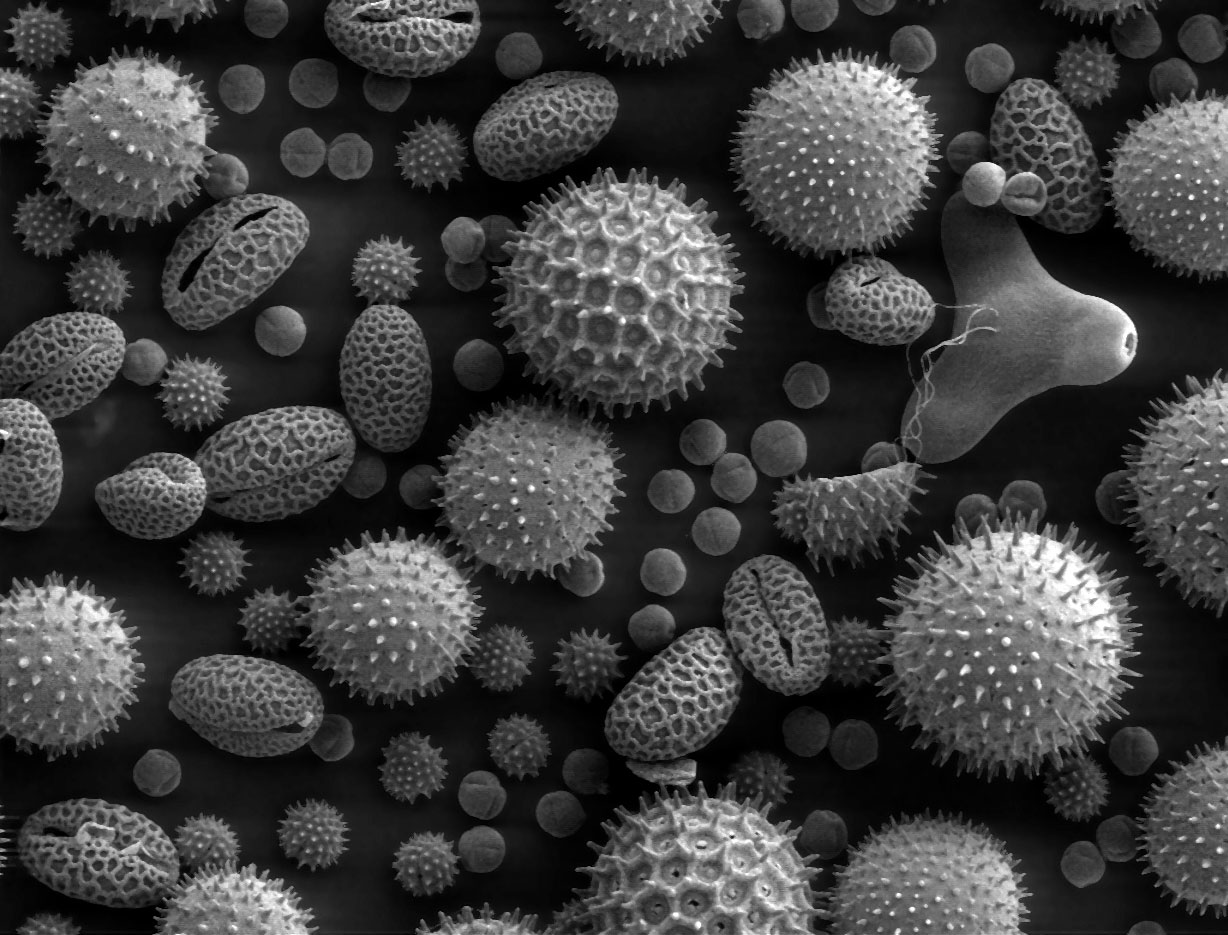
Zdjęcie SEM ziaren pyłku.

Sporopolenina – główny składnik twardych warstw zewnętrznych (egzyn) zarodników i ziaren pyłku. Jest bardzo stabilna chemicznie i dlatego zwykle dobrze zachowuje się w glebie i osadach. Egzyna jest często misternie urzeźbiona we wzory charakterystyczne dla danego gatunku, pozwalając materiałowi pozyskanemu z (na przykład) osadów limnicznych dostarczyć informacji palinologom o gatunkach grzybów i roślin żyjących w przeszłości. Sporopolenina znalazła zastosowanie także w paleoklimatologii. Ze względu na dużą odporność na rozkład, w pokładach torfu impregnowane nią struktury komórkowe pozostają praktycznie niezmienione przez miliony lat.
Sporopolenina występuje także w ścianie komórkowej niektórych zielenic i ramienic, takich jak Phycopeltis (klasa watkowe) i Chlorella.
Skład chemiczny sporopoleniny jest słabo poznany z powodu jej niezwykłej stabilności chemicznej i wytrzymałości na działanie enzymów i silnych odczynników chemicznych. Analizy wykazały obecność mieszaniny biopolimerów, składających się głównie z długołańcuchowych kwasów tłuszczowych, fenylopropanoidów, fenoli i śladowych ilości karotenoidów. Występowanie jej w ścianach komórkowych glonów sprawia, że są one trudne do strawienia przez roślinożerców. Eksperymenty wykazały, że głównym prekursorem jest fenyloalanina, ale mogą nim być również inne źródła węgla. Możliwe, że sporopolenina pochodzi od kilku prekursorów, które wzajemnie powiązane tworzą sztywną strukturę.
Badania mikroskopem elektronowym wykazały, że komórki tkanki wyściełającej komory pyłkowej w pręciku (tzw. tapetum), otaczające rozwijające się ziarna pyłku, posiadają wysoce aktywny system sekrecyjny wydzielający kuliste, lipofilowe cząsteczki. Cząsteczki te prawdopodobnie zawierają prekursory sporopolleniny. Działanie chemicznych inhibitorów rozwoju pyłku oraz sterylność u wielu męskich mutantów są spowodowane inhibicją sekrecji tych cząsteczek przez tapetum.